# Jezioro Palić
Jezioro Palić – jezioro na północy Serbii w Autonomicznej Prowincji Wojwodiny w okręgu północnobackim. Leży w bezpośrednim sąsiedztwie miast Subotica oraz Palić. Popularne wśród Serbów miejsce wypoczynku. Należy do obszaru chronionego Parku Przyrody Palić (serb. Парк природе Палић).
Jezioro leży na wschodnioeuropejskim szlaku migracyjnym ptaków. Pełni znaczącą rolę w zapewnieniu siedlisk ptactwu wodnemu. Na terenie Parku Przyrody Palić stwierdzono występowanie 210 gatunków ptaków, z czego około setka to gatunki gniazdujące na tym obszarze. Sztuczne wyspy usypane w latach 70. XX wieku na jeziorze stanowią jedyne miejsce lęgowe mewy śmieszki na terytorium Serbii.